# Ne'ila
Ne'ila, hebrejsky נעילה‎ (dosl. Uzamčení), je závěrečná bohoslužba, která se odehrává pouze jednou v roce na židovský svátek Jom kipur. Vychází z tradice, kdy se v chrámových dobách během postních dnů večer uzamykaly brány jeruzalémského chrámu. Na Jom kipur byl tento rituál vztažen symbolicky i k „branám odpuštění“, které jsou na Den smíření otevřené a přístupné kajícným modlitbám a se soumrakem se uzavírají.
Bohoslužba Ne'ila začíná většinou ihned po bohoslužbě mincha a recituje se během ní Ašrej, Amida, slichot (prosebné modlitby) i Viduj („vyznání“, s několika odchylkami oproti ostatním bohoslužbám na Jom kipur). Ne'ila je zakončena troubením na šofar a hlasitým vyznáním Šema Jisra'el (Slyš Izraeli).